# Adscita
Adscita ist eine Gattung der Schmetterlinge aus der Familie der Widderchen (Zygaenidae).

## Merkmale
Kopf und Thorax, häufig auch das Abdomen und die Vorderflügeloberseite schimmern grün oder blau und glänzen nahezu metallisch. Die Vorderflügel sind schmal dreiecksförmig oder schmal eiförmig. Die Hinterflügel sind mehr oder weniger rechteckförmig. Die Weibchen sind meist geringfügig kleiner als die Männchen, manchmal sind sie gleich groß und haben eine ähnliche Flügelform. Die Fühler der Männchen sind doppelt gekämmt, keulenförmig und haben eine stumpfe abgerundete Spitze. Die Fühler der Weibchen sind doppelt sägeförmig oder fast fadenförmig. Sie sind distal leicht verdickt oder stark keulenförmig. Die Fühlerspitze ist stumpf. Bei den Männchen ist der Uncus stark sklerotisiert und markant. Die Valven haben distal einen dreiecksförmigen transluzenten Bereich. Bei den Weibchen ist die Präbursa entweder vorhanden oder fehlt.

## Verbreitung
Die Vertreter der Gattung Adscita sind hauptsächlich in der Westpaläarktis beheimatet.

## Biologie
Die Raupen aller Arten entwickeln sich an Knöterichgewächsen (Polygonaceae), Zistrosengewächsen (Cistaceae) und Storchschnabelgewächsen (Geraniaceae). Die Raupen aller Arten sind zumindest in den ersten Stadien Blattminierer. Alle Arten bilden nur eine Generation im Jahr.

## Systematik
Die Gattung Adscita besteht aus zwei Untergattungen mit zusammen 26 Arten. 14 davon sind in der Westpaläarktis vertreten, diese sind in der folgenden Übersicht aufgeführt.
- Gattung Adscita Retzius, 1783
  - Untergattung Adscita Retzius, 1783
    - Adscita mauretanica (Naufock, 1932)
    - Adscita albanica (Naufock, 1926)
    - Adscita jordani (Naufock, 1921)
    - Adscita geryon (Hübner, [1813])
    - Adscita capitalis (Staudinger, 1879)
    - Adscita bolivari (Agenjo, 1937)
    - Adscita mannii (Lederer, 1853)
    - Adscita obscura (Zeller, 1847)
    - Adscita krymensis Efetov, 1994
    - Adscita schmidti (Naufock, 1933)
    - Adscita alpina (Alberli, 1937)
    - Adscita storaiae (Tarmann, 1977)
    - Adscita statices (Linnaeus, 1758)

  - Untergattung Zygaenoprocris Hampson,
    - Adscita taftana (Alberti, 1939)